# Motoryzacja

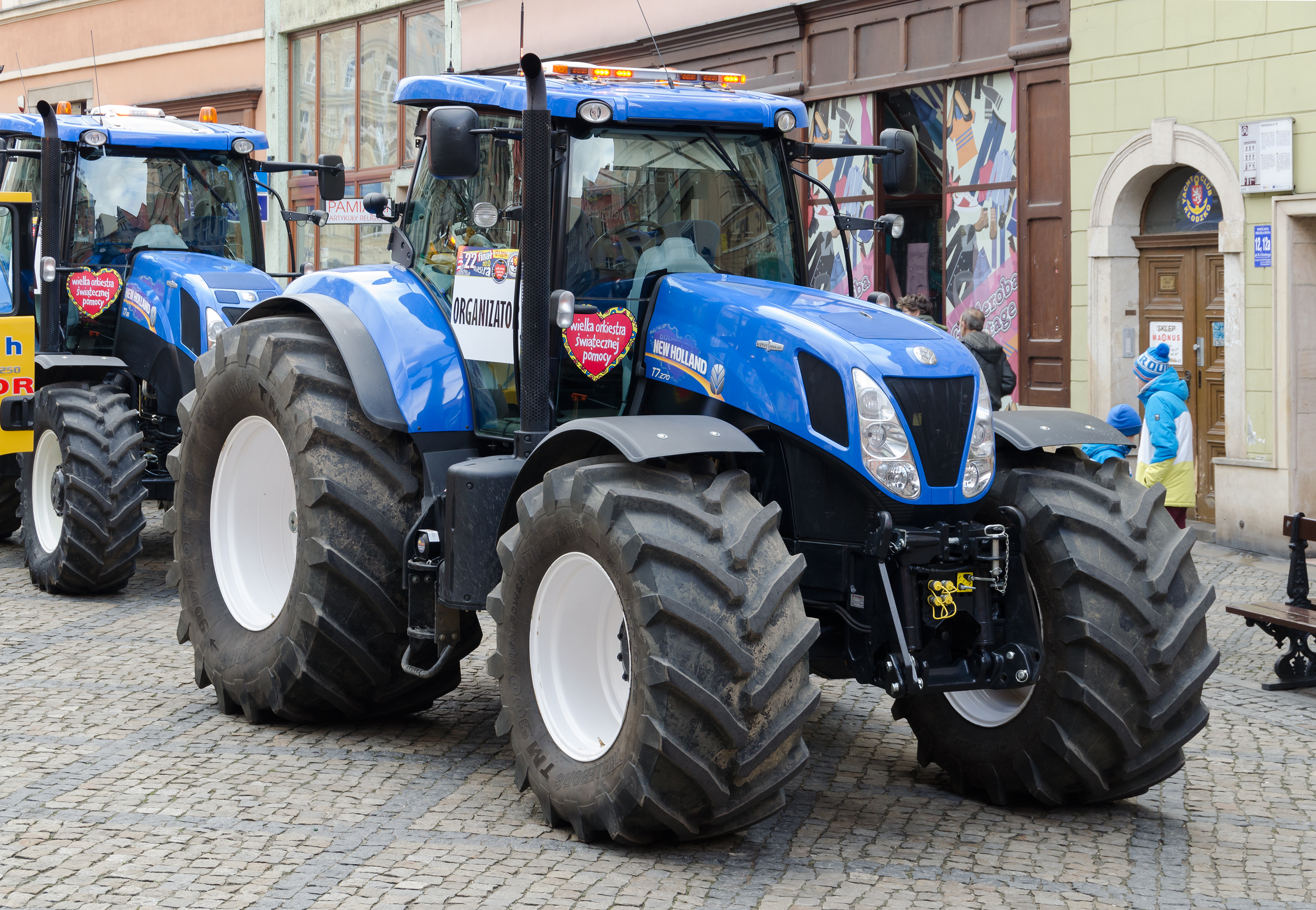
Ciągnik New Holland

Motoryzacja – całokształt zagadnień związanych z zastosowaniem samochodów, motocykli i ciągników (poruszające się dzięki własnemu napędowi; m.in. silnikami spalinowymi, elektrycznymi, wodorowymi, gazowymi etc. ).
Eksploatacja tych pojazdów wymaga odpowiedniej infrastruktury (sieci dróg, stacji benzynowych, warsztatów naprawczych, miejsc parkingowych oraz garażowych).
Podstawowym problemem motoryzacji jest zapewnienie bezpieczeństwa ruchu drogowego (zasady ruchu na drogach, dbanie o sprawność techniczną pojazdu, oznakowanie dróg itp.). Motoryzacja ma duże znaczenie gospodarcze (transport) i inne.
Rozwój motoryzacji przyczynił się do znaczących zmian funkcjonowania transportu drogowego i powstania społeczeństwa mobilnego.

## Historia motoryzacji
- 1764 r. – pierwszy pojazd napędzany silnikiem dwucylindrowym parowym przeznaczony do ciągnięcia przedmiotów
- 1802 r. – pierwsza lokomotywa drogowa
- 1827 r. – pierwszy pojazd parowy w ruchu pasażerskim
- 1884 r. – został zbudowany pierwszy pojazd benzynowy

## Historia motoryzacji w Polsce (1900-1939)

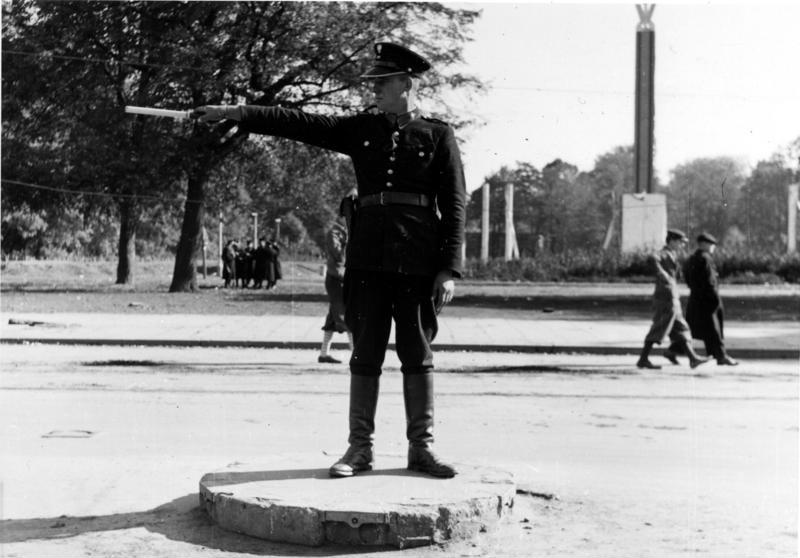
Policjant kieruje ruchem w Warszawie, listopad 1939

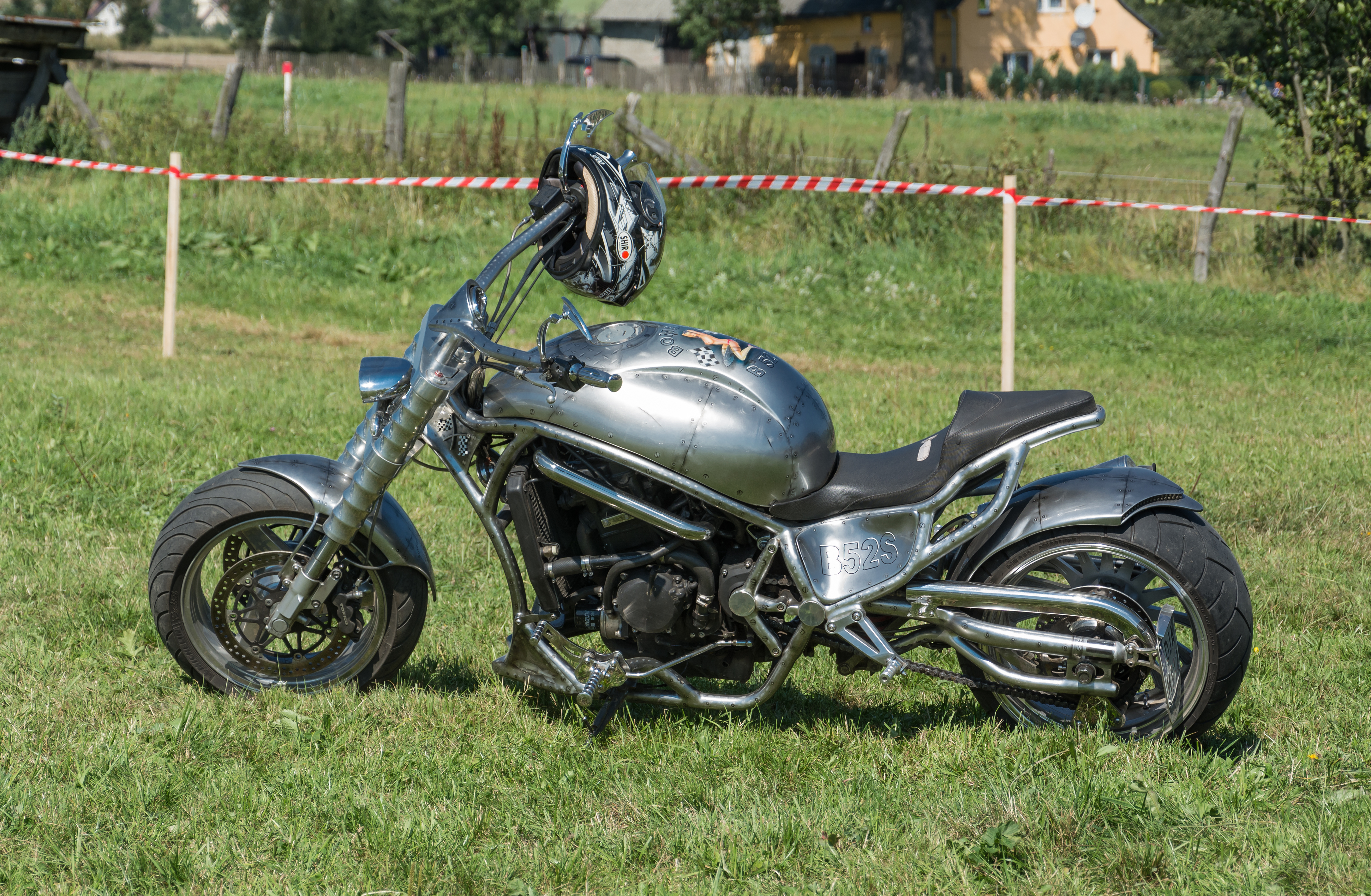
Motocykl typu chopper

Początki motoryzacji sięgają okresu sprzed I wojny światowej. W Warszawie w przededniu wybuchu wojny było zarejestrowanych 400 samochodów. Między poszczególnymi zaborami wyraźne były różnice w jakości dróg, jak i w zasadach ruchu drogowego (przykładowo w Austro-Węgrzech obowiązywał ruch lewostronny).
W 1924 było w Polsce 7500 samochodów, w 1927 roku 16 000, w 1929 29 423, w 1931 27 000, w 1935 24 821. W okresie międzywojennym liczba automobilów w Polsce wzrosła do ponad 40 000, co jednak nadal stawiało Polskę na dalekiej pozycji pod względem ilości samochodów (należy pamiętać, że wówczas około 70% wszystkich samochodów na świecie znajdowało się w USA). Na przeszkodzie rozwojowi motoryzacji stała bardzo słaba jakość ówczesnych dróg, jak też mała zamożność społeczeństwa, co wynikało z trudnej sytuacji gospodarczej po I wojnie światowej i wojnie polsko-bolszewickiej. Zaczęła się rozwijać komunikacja autobusowa, jednak kryzys gospodarczy w latach 1929–1935 spowodował pewien regres w motoryzacji, przykładem tego zjawiska może być liczba taksówek, która przed wybuchem II wojny światowej nie zdołała przekroczyć stanu z roku 1929.
W drugiej połowie lat dwudziestych wprowadzono w Warszawie sygnalizację świetlną, a w pewnym momencie liczba aut w stolicy osiągnęła liczbę 3500. Znaki drogowe w Polsce pojawiły się w 1927 r., jednak prawidłowa jazda była wówczas egzekwowana jedynie w obrębie miast. Pierwsze stacje benzynowe w Polsce (zwane pompami) pojawiły się w 1924 roku w Warszawie (wcześniej benzynę kupowało się w aptekach i składach chemicznych). Na słabo zaludnionych, wielkich obszarach Kresów jeszcze w latach 30. rzadka sieć stacji benzynowych uniemożliwiała normalne korzystanie z samochodu.

## Motoryzacja a wpływ na środowisko

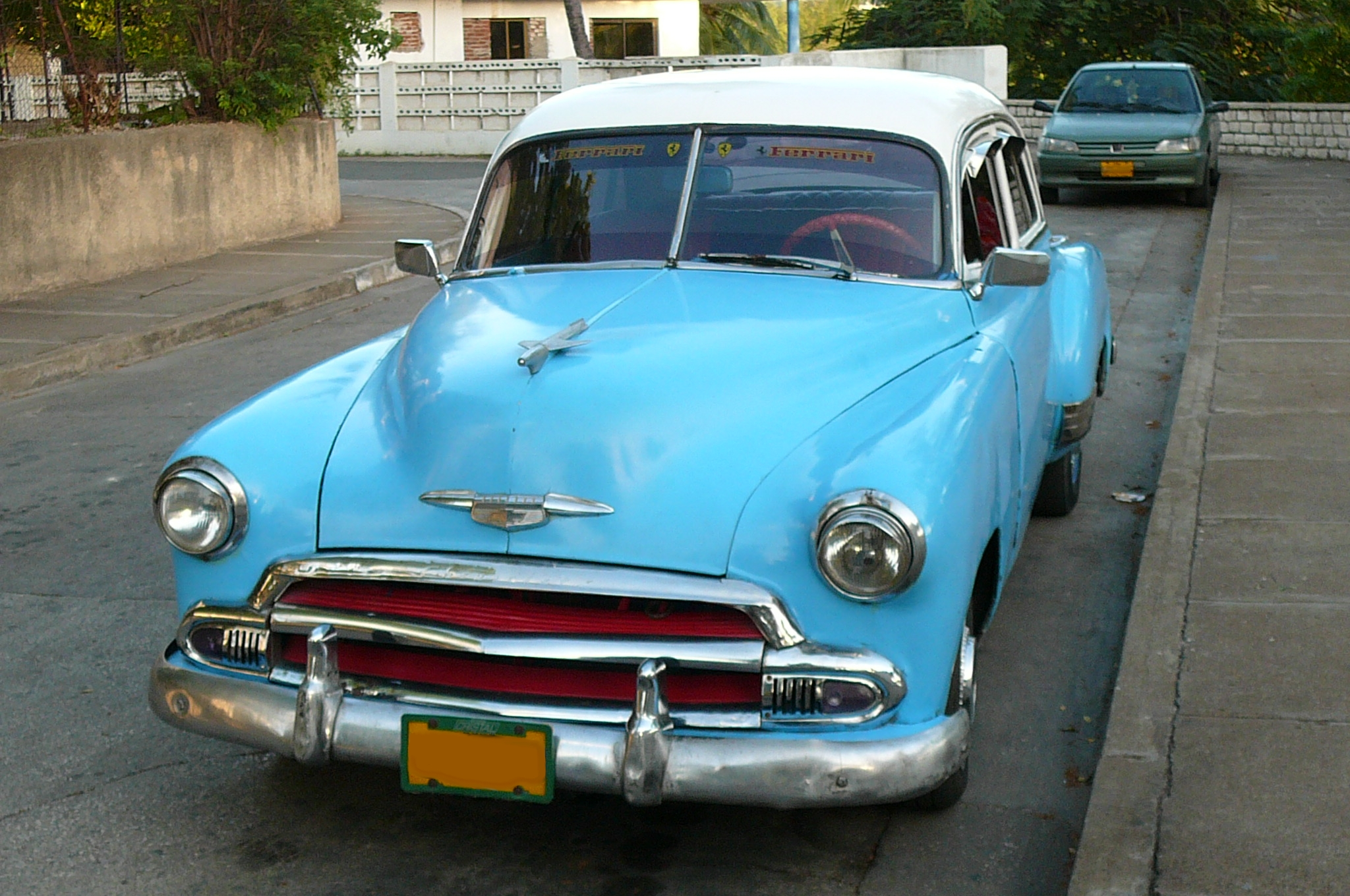
Samochód osobowy

Badanie z 2012 r., wykazało, że same kolizje drogowe, zanieczyszczenie i hałas spowodowane przez zmotoryzowanych pociągają za sobą w całej Unii Europejskiej koszty rzędu 373 miliardów euro (750 euro na jedną osobę). Wartość ta przekracza kwotę inkasowaną przez rządy w postaci podatków związanych z samochodami.

## Motoryzacyjna sztuka
Motoryzacyjna sztuka to pojęcie obejmujące dzieła artystyczne inspirowane światem motoryzacji. Łączy w sobie elementy designu samochodowego, grafiki, malarstwa, fotografii i innych form wyrazu artystycznego, które celebrują kulturę samochodową i jej estetykę. Zyskała popularność wśród pasjonatów motoryzacji, którzy pragną w unikalny sposób wyrazić swoją miłość do pojazdów mechanicznych.

### Historia
Motoryzacyjna sztuka rozwijała się równolegle z historią motoryzacji. Już w latach 20. XX wieku producenci samochodów, tacy jak Bugatti czy Rolls-Royce, podkreślali znaczenie estetyki pojazdów, co wpłynęło na rozwój grafiki reklamowej. W latach 60. i 70. XX wieku, w erze pop-artu, motoryzacja zaczęła być traktowana jako symbol kultury masowej. Artyści tacy jak Andy Warhol przedstawiali samochody jako ikony współczesnego życia, co umocniło ich miejsce w sztuce nowoczesnej.

### Współczesność
Obecnie motoryzacyjna sztuka obejmuje szerokie spektrum form wyrazu:
- Plakaty motoryzacyjne – przedstawiające klasyczne i nowoczesne modele samochodów.
- Grafiki cyfrowe – tworzone za pomocą zaawansowanych technologii wizualnych.
- Fotografia motoryzacyjna – ukazująca samochody w wyjątkowych krajobrazach i sceneriach.
- Rzeźby – inspirowane motoryzacyjnymi kształtami i materiałami.

### Motoryzacyjna Sztuka w Polsce
W Polsce zainteresowanie motoryzacyjną sztuką stale rośnie. Coraz więcej artystów i firm oferuje produkty, które odzwierciedlają fascynację światem samochodów.